# Awka
Awka (igbo: Ọka) és la capital de l'Estat d'Anambra, de Nigèria. En el cens del 2006 tenia una població estimada de 301.657 habitants. La ciutat està a unes 300 milles a l'est de Lagos, al centre de la zona densament poblada del cor de la terra d'Igboland, al sud-est de Nigèria.
La carretera federal West-East uneix Lagos, Benin City, Asaba, Onitsha i Enugu amb Awka i moltes altres carreteres locals enllacen la ciutat amb altres ciutats importants com Ekwulobia, Agulu, Enugwu-Ukwu, Abagana i Nnewi.
La ciutat té una localització estratègica a mig camí entre les dues ciutats més grans del nord d'Igbolàndia, Onitsha i Enugu. Això l'ha conformat com un centre administratiu de les autoritats colonials i avui com a seu del govern de l'Estat d'Anambra.

## Història
Awka fou una ciutat famosa pels seus ferreres ja abans del segle XX i era coneguda a la regió pels instruments de les granges, armes i eines que s'hi construïen. La Civilització Nri va poblar la zona d'Awka en temps molt antics. Aquesta va produir els treballs en bronze més antics documentats de l'Àfrica Subsahariana al voltant del 800 a. de C.
Abans del seu rol en l'imperi britànic, Awka fou governada pels caps que tenien els títols d'Ozo i Ndichie. En ella s'hi feien assemblees generals a les cases de l'home més vell (Otochal Awka) o en un lloc que ell designava. Ell era el Nne Uzu o mestre ferrer i era l'únic cap que reconeixia la gent d'Awka.
En els temps moderns, Awka s'ha adaptat al sistema republicà i està dividit en dues LGAs: Awka North i Awka South, que tenen electes locals. De totes maneres, encara s'hi preserven sistemes tradicionals de governança amb els Ozo, qui sovint és consultat per la ciutat o la comunitat; l'Eze Uzo, és elegit per tots els homes amb títol d'Ozo per rotació entre les diferents viles per a representar la ciutat.
L'actual Eze Uzu de la ciutat elegit el 1999 és Gibson Nwosu, un dels primers reclutes de les forces aèries de l'exèrcit nigerià i cap de les Operacions de Tràfic Aeri de les antigues Forces Aèries de Biafra, responsable de l'Aeroport Internacional de Lusaka i de l'Institut de Servei Aeri de Zàmbia. (ZASTI).
No s'ha de confondre Awka amb Awka Etiti, una ciutat de l'Àrea de Govern local d'Idemili South. Avui en dia, la ciutat és la capital de l'Estat d'Anambra. El seu eslògan és Sires of Smiths.

## Etnografia
Awka comprèn set grups igbos que comparteixen llinatge de sang i que estan dividits en dues seccions. La secció sènior en té quatre: Ayom-na-Okpala, Nkwelle, Amachalla i Ifite-Oka; i la secció Ezinator en té tres: Amikwo, Ezi-Oka i Agulu. Cadascun d'aquests grups té un nombre de viles. En total, Awka té 33 viles.
El poble d'Awka avui en dia, com en el passat és viatjat. En els temps antics, el poble Awka viatjava a través de la zona de l'actual Nigèria per a fabricar eines i armes. Cada vila tenia rutes de comerç definides. Per exemple, la gent de la vila Umuogbu servia les zones de Benin, urhobolàndia i itsekiri; i Umubele servia la zona d'Igala (a l'actual estat de Kogi, d'Umuike i Umuonaga, avui en dia als estats d'Abia i de Cross Rivers.
Avui en dia, el poble Awka es pot trobar arreu del món treballant com a professionals experts en un gran nombre de camps. Així que hi ha una important diàspora de població d'Awka, sobretot al Regne Unit i als Estats Units. Han format clubs socials com l'Awka Union USA and Canada, l'Awka Town Social Community UK and Ireland i altres associacions comunitàries. Aquestes associacions han servit per a continuar la seva cultura i per a ajudar-se entre els membres de la mateixa comunitat.
| Grup           | Viles                                                                |
| -------------- | -------------------------------------------------------------------- |
| Ayom-na-Okpala | Umuayom, Umunnoke, Umuoramma i Umuokpu.                              |
| Nkwelle        | Achallaoji, Umunamoke, Agbana, Umudiaba                              |
| Amachalla      | Amachalla, Amudo, Umuzocha                                           |
| Ifite-Oka      | Enu-Ifite, Ezinato-Ifite, Agbana-Ifite                               |
| Amikwo         | Umudiana, Okperi, Igweogige, Isiagu, Obunagu                         |
| Ezi-Oka        | Omuko, Umueri, Umuogwal, Umuogbunu 1, Umuogbunu 2, Umudioka, Umukwa. |
| Agulu          | Umuogbu, Umubele, Umuanaga, Umuike, Umujagwo, Umuenechi, Umuoruka.   |

La ciutat d'Awka ha atret a població d'altres estats de Nigèria al llarg del temps i té un nombre significant d'immigrants del nord de Nigèria i dels estats Delta i d'Enugu, de Camerun i de Ghana.

## Geografia
Awka està sota els 300 metres per sobre el nivell del mar, en un vall de les planes del riu Mamu. A la ciutat hi ha dos cis que assoleixen el seu punt més alt a Agulu, fóra del territori de la capital.
Awka està situat en un fèrtil vall tropical però la majoria de la selva pluvial s'ha perdut degut a l'acció antròpica. Hi romanen pocs exemples de la selva original a llcos com el santuari d'Ime Oka. Al nord i a l'est de la ciutat hi predomina l'arbrat de sabana. Al sud de la ciutat les pendents de les terres altes d'Awka-Orlu són alguns exemples de l'erosió del sòl.

## Clima
Awka està a la zona tropical de Nigèria i experimenta dues estacions i dos vents que predominen en la zona: els vents montsònics del sud-oest de l'Atlàntic provoquen set mesos d'intenses pluges tropicals (entre abril i octubre), que són seguits de cinc mesos de sequera (novembre-març). L'harmattan (ugulu en llengua igbo) és un vent particularment sec i polsegós que penetra a Nigèria a finals de desembre o a principis de gener.
La temperatura a Awka normalment és confortable i oscil·la entre els 27-30 °C entre el juny i el desembre i augmenta fins als 32-24 entre el gener i l'abril. En els mesos secs s'hi experimenta una intensa calor.

## Economia

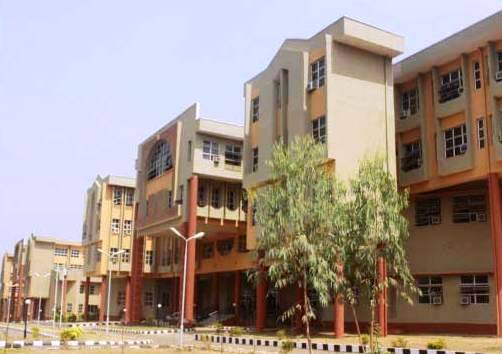
Anambra State Secretariat, Awka

L'economia de la ciutat d'Awka gira sobretot entorn del govern d'ençà que les institucions estatals i federals s'hi van localitzar. A Awka hi ha el Palau del Governador de l'Estat, l'Assemblea estatal i els Ministeris estatals de Salut, educació, terra i aigua.
Al centre de la ciutat hi ha l'estació de ràdio i televisió Anambra Broadcasting Service (ABS). A la ciutat també hi ha institucions federals: el Banc Central de Nigèria, la NTA Awka Media Station i branques del Federal Inland Revenue Service, de la Federal Road Safety Commission, del Nigerian Immigration Service i de la Corporate Affairs Commission.

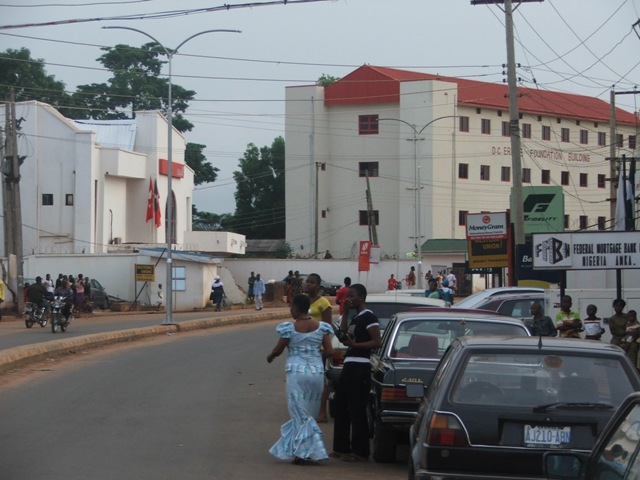
UBA i Fidelity Banks a la Zik Avenue, Awka

Els últims anys molts nous negocis han erigit nous edificis que han canviat la ciutat. La companyia semi-estatal Orient Petroleum Resources Ltd té la seu a Awka. Aquesta té una refineria a Igbariam que explota els dipòsits de petroli cru del riu Anambra.
Els bancs nigerians més importants (Access Bank, Bank PHB, Diamond Bank, Ecobank, Fist Bank, Intercontinental, Oceanic Bank, UBA, Union Bank i Zenith Bank) hi tenen sucursals.

## Planificació urbana i infraestructures

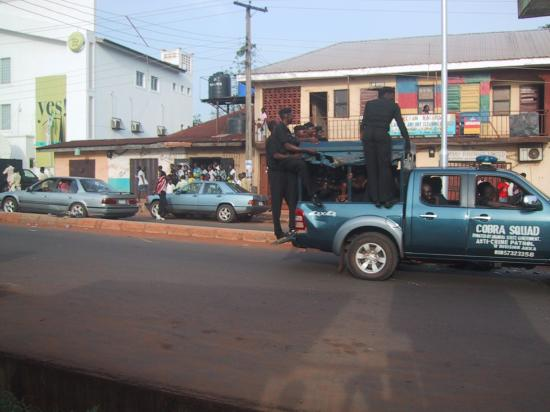
Infraestructura decaient

Hi ha la idea que Awka és la capital estatal amb les pitjors infraestructures de Nigèria (un país, que al mateix temps és un exemple notori d'una infraestructura dolenta), ja que té menys del 10% dels carrers pavimentats, un drenatge de l'aigua de la pluja inadecuat, un subministrament d'aigua deficient, una mancança en el tractament i evacuació de les escombraries i un sistema de clavegueram inexistent. Això ha estat perquè Awka ha patit des de fa dècades la negligència i la governança urbana pobre de l'estat d'Anambra deguda a la corrupció dels governadors.

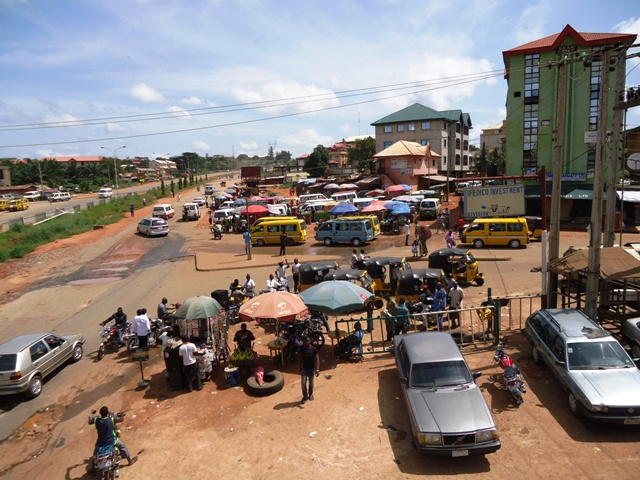
Carrers en mal estat a l'encreuament entre de Expressway amb Arthur Eze Street

L'últim intent d'endreçar la decadència de la ciutat fou feta pel govern de Peter Obi que va forjar un acord amb UN-HABITAT el 2007 per a proveir d'assistència tècnica per a fer un pla que estructurés el territori d'Awka. El Pla estructural d'Awka Capital TErritory (2009-2028) fou dessinyat com un disseny en el que les ciutats d'Awka, Amawbia i Umuokpu havien de servir com a centre d'una zona metropolitana.

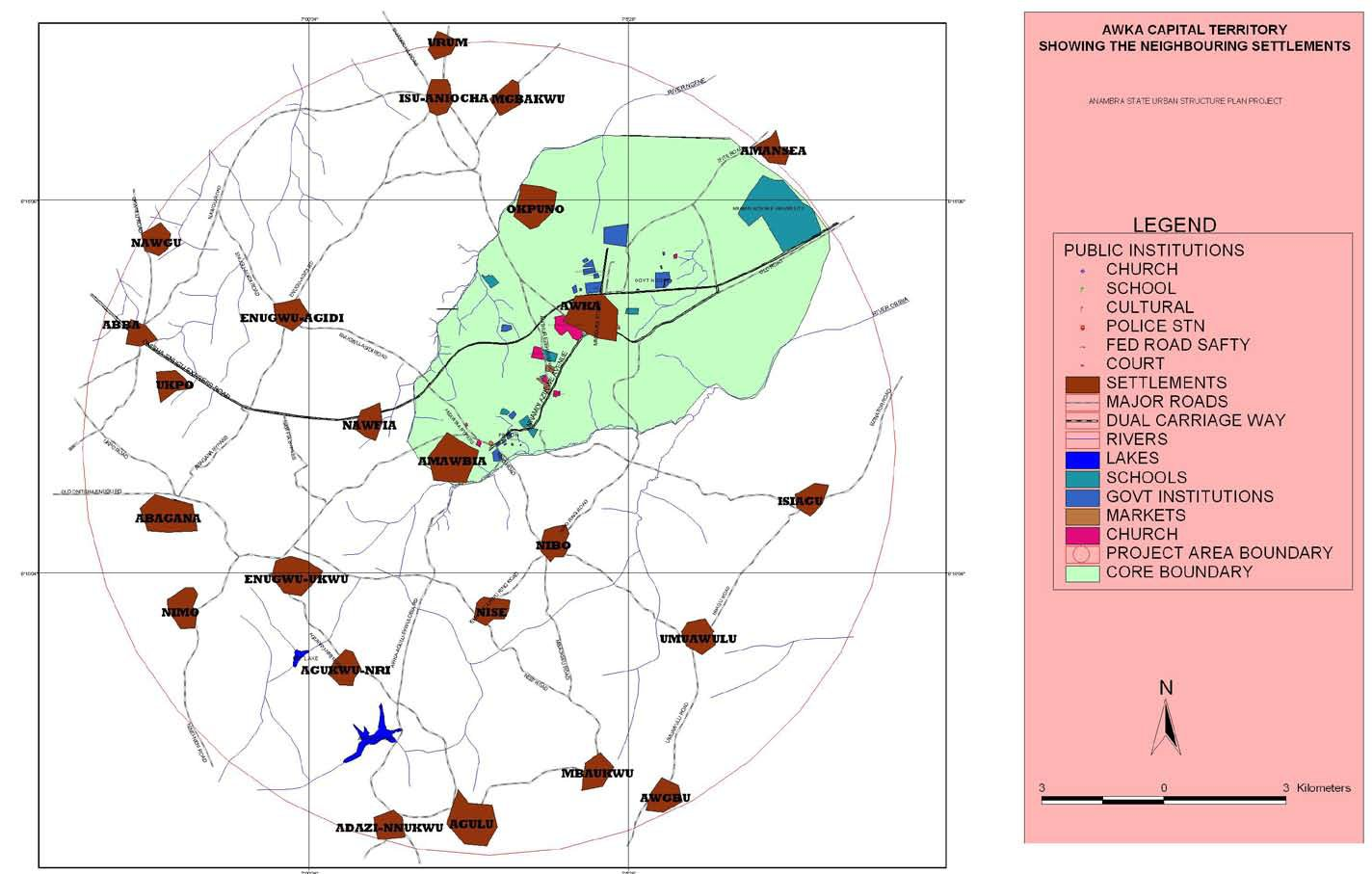
Mapa del previst Awka Capital Territory

## Mercats
Com la majoria de ciutats nigerianes, Awka està definida per grans mercats rudimentaris a l'aire lliure en què es venen tota classe de productes d'alimentació bàsica, a més de roba, cosmètics i acessoris per la llar.
El mercat més gran de la ciutat és Eke Awka, localitzat al centre de la ciutat; ocupa uns 35.000 metres quadrats. El segon més gran és Nkwo Amaenyi i ocupa uns 3000 metres quadrats.

## Educació
Awka té una important comunitat estudiantil que arriba a ser el 15% de la població total. Hi ha dues universitats principals: l'Nnamdi Azikiwe University i la Paul University.

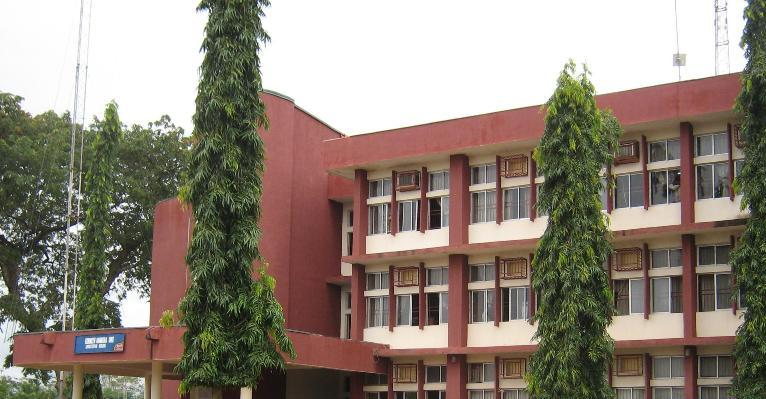
Nnamdi Azikiwe University

 La Universitat Nnamdi Azikiwe és propietat del govern federal de Nigèria i té una població estimada d'uns 36.000 estudiants. La Universitat Paul fou fundada el 2009 pels bisbes de les cinc províncies eclesiàstiques de l'església anglicana de l'Est del Níger com una universitat privada que fa estudis de Teologia Natual i Ciències Aplicades, Ciències Socials i Economia. Aquesta ha reemplaçat l'antic college universitari St Pauls, que fou fundat el 1904 per la Church Missionary Society of the Church of England per a formar treballadors de l'església i professors.

## Religió
La Societat Missionera de l'Església(CMS), de l'església anglicana, va portar el cristianisme a l'est de Nigèria a través del reverend Samuel Ajayi Crowther, que va fundar la branca nigeriana el 1857. A Awka, el 1904 es va crear un institut de formació de professors. Es creu que l'església més antiga de la ciutat és l'Església del Sant Esperit, que es va acabar de construir el 1930. L'església més gran és la catedral de la Santa Fe.
L'església catòlica va arribar posteriorment a la ciutat, però hi ha construït una important presència. Hi ha dues grans catedrals catòliques: la de Sant Patrici i la de Sant Maria, a més de quatre esglésies més petites: dels Sants Joan i Pau, de Sant Antoni, de Sant Pere i de Sant Joan. Awka, des del 1977, és la seu d'una diòcesi de l'Església Catòlica Romana que té 107 parròquies i cinc capellanies.

## Hospitalitat

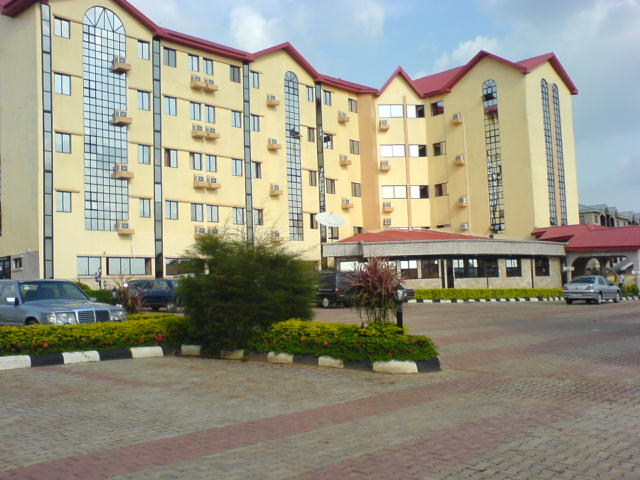
Queen's Suites Hotel, Iyi-agu Estate, Awka

La gent d'Awka ha estat hospitalària i tolerant amb els hostes i estrangers i les autoritats colonials la van triar com un centre administratiu clau.
Avui en dia, Awka ha esdevingut el centre de l'hospitalitat de l'estat d'Anambra i ha esdevingut el lloc de trobades de polítics, així com ha hostatjat institucions federals.
Actualment la ciutat té 15 hotels de tres estrelles.

## Festivals

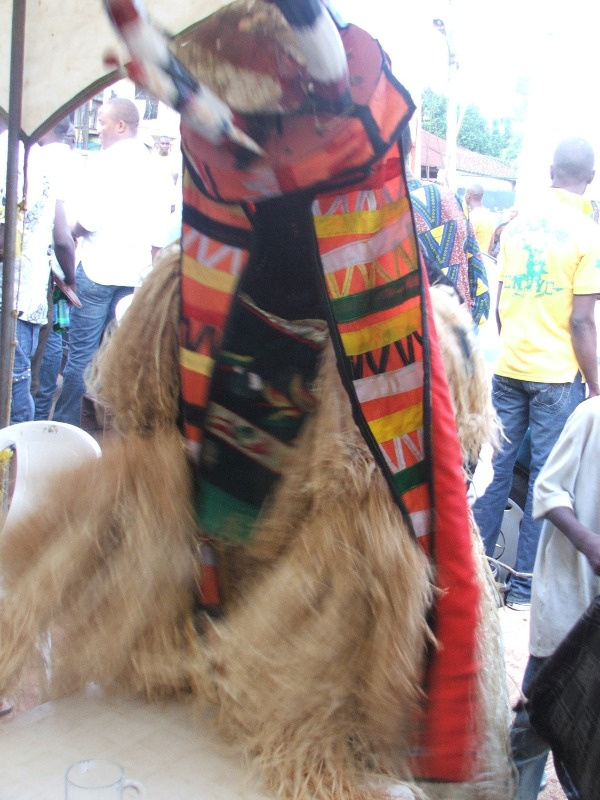
Imo-Oka Festival

El festival Imo-Oka és una festa que dura una ciutat en què hi ha màscares i balls. Se celebra al maig, al començament de la temporada agrícola en honor d'una deïtat femenina responsable de la fertilitat de la terra. La festa mostra una varietat de màscares (mmanwu) que representen els esperits dels ancestres dels awka que tornen de la terra de la mort pel festival.

## Personalitats notables
- Kenneth Dike. Historiador especialitzat en història de la Nigèria pre-colonial. Durant la Guerra de Biafra fou ambaixador per la causa de Biafra i es va exiliar al final de la guerra civil, quan va esdevenir el primer Mellon professor d'història d'Àfrica de la Universitat Harvard. Retornà a Nigèria per a ser el primer vice-rector de l'actual Universitat Estatal d'Enugu de Ciència i Tecnologia.
- Chinwe Chukwuogo-Roy, medalla de l'Orde de l'Imperi Britànic. Artista visual instal·lada a Londres. La primera negra que va pintar un retrat de la reina Elisabet II d'Anglaterra quan va pintar el seu retrat oficial de les seves noces d'or.[3] Fou elegida com una de les Dones de l'any 2002 i 2003 del Regne Unit
- Dr. Emmanuel Onu Egbogah. Autoritat internacional en polítiques i estratègies del petroli.
- Rtd Damian Oyeoka Orogbu, primer enginyer de telecomunicacions de l'exèrcit nigerià.
- El Lloctinent-general Chikadibia Isaac Obiakor, nomenat per Ban Ki-Moon el 2008 com Tutor Militar de les Operacions de Pau de les Nacions Unides.[4]
- Chinyelu Onwurah. Política del Partit Laborista del Regne Unit. El 2010 va esdevenir la primera dona britànica d'origen africà a formar part del Parlament Britànic.
- Chuka Umunna. Política, parlamentària britànica pel Partit Laborista.
- Barrister Amanke Okafor. Advocat, escriptor i filantrop. L'últim Ozo.